# Léo Cohn
Pour les articles homonymes, voir Cohn.
Léo Jehuda Cohn (dit Léo Cohn), né le 15 octobre 1913 à Lübeck, (ville libre de Lübeck), en Empire allemand, et mort le  28 décembre 1944 en Allemagne, est un des grands chefs de file des Éclaireurs israélites de France. En 1939, il s'engage dans la Légion étrangère. Durant l'Occupation, il s'occupe de l'instruction religieuse et le sauvetage d'enfants juifs. Il est déporté par le convoi No. 77 du 31 juillet 1944 de Drancy, via la gare de déportation de Bobigny à Auschwitz. Il est ensuite déporté au camp d’Echterdingen, dans le  Land du Bade-Wurtemberg, en Allemagne. Il meurt d’épuisement le 28 décembre 1944, à l'âge de 31 ans.

## Biographie
Léo Cohn,est né le 15 octobre 1913 à Lübeck (Schleswig-Holstein) en Allemagne. Son père est Wilhelm Zev Cohn né en 1883 à Bzenec (Bisenz) en Moravie et mort en 1980 à Tel Aviv en Israël. Sa mère, Miriam Carlebach, née le 15 juillet 1888, est morte en 1962, descend de la famille rabbinique Carlebach. Elle est la sœur d'Alexander Carlebach (1872-1925), du rabbin Emmanuel Carlebach (1874-1927, Simson Carlebach (1875-1942), Bella Carlebach (1876-1960), du rabbin Ephraim Carlebach (1879-1936), Sarah Carlebach (1880-1928), Moses Carlebach (1881-1939), du rabbin Joseph Carlebach (1883-1942), Cilly Carlebach (1884-1968), David Carlebach (1885-1913) et du rabbin Hartwig Naftali Carlebach(1889-1967). Le rabbin Shlomo Carlebach (1925-1994), auteur, compositeur et interprète, est son neveu.
Léo Cohn a trois frères : deux plus âgés, Haim (Hermann) Cohen né le 11 mars 1911 à Lübeck, (Schleswig-Holstein), Allemagne et mort le 10 avril 2002 à Jérusalem, Israël et Alexander Cohn (Cohen), né le 2 octobre 1912 à Lübeck, (Schleswig-Holstein), Allemagne et mort le 13 juillet 2004 en Israël et un plus jeune, Shlomo Cohen Abarbanel, né le 1er juin 1921 à Hambourg en Allemagne et mort le 4 juillet 1984 à Jérusalem en Israël.
En 1935, les parents de Léo Cohn, Wilhelm Zev Cohn et Miriam Cohn, émigrent en Palestine mandataire avec son jeune frère Shlomo Cohen Abarbanel.
Le 11 février 1936, Léo Cohn épouse Rachel Schloss, née le 14 mai 1915 à Hambourg, en Allemagne,,.  Léo Cohn a vingt-trois ans et Rachel Schloss vingt ans. Ils se sont rencontrés à l’école de Hambourg. Rachel Schloss a pris la direction du mouvement de jeunesse ESRA à la suite de Léo Cohn en septembre 1930. Le mariage est célébré par un des oncles maternels de Léo Cohn, le rabbin Ephraim Carlebach, le rabbin de Leipzig. Robert Gamzon est présent. Le fondateur de l'l’école Maïmonide (Boulogne-Billancourt), le linguiste Marcus Cohn organise une des fêtes du mariage (Sheva Berakhot) à l'école. Il est à noter qu'après la disparition de Léo Cohn dans la Shoah, Marcus Cohn épouse sa veuve!
Léo Cohn et Rachel Cohn ont 3 enfants : Noemi Cassuto (née à Strasbourg, le 27 octobre 1938 ou le 27 octobre 1939, un fils : Ariel, né le 17 août 1940 à Moissac, et une seconde fille : Aviva (épouse Geva) (née le 2 mars 1944, à Castres),,.
Devenue veuve, Rachel Cohn épouse Marcus Cohn. Marcus et Rachel Cohn ont une fille, Ruthy, qui vit à Kfar Etzion.

### Hambourg
En 1919, la famille Cohn s’installe à Hambourg. De 1920 à septembre 1930, Léo Cohn  étudie au lycée Talmud Torah (Realschule, équivalent au Lycée en France).
Il interrompt alors ses études, deux ans avant l’Abitur, pour s’occuper des affaires de son père. Il arrête l’école à la 11ème classe, deux ans avant l’Abitur, qui correspond au baccalauréat en France. Il suit des cours de musique, de Français, d'Anglais et de sténographie.

### Paris
Léo Cohn immigre à Paris le 27 mars 1933 ou le 1er avril 1933. Il présente un passeport délivré à Francfort-sur-le-Main, le 24 mars 1933.
Il s'installe chez ses parents qui habitent alors au 6 Avenue Saint-Philibert (aujourd'hui Rue Alfred-Bruneau dans le 16e arrondissement de Paris.
Le 1er juillet 1933, il fait une demande de régularisation au ministère du travail –en vue d’obtenir une carte de travail en tant que réfugié allemand. Il mentionne qu'il travailler comme manutentionnaire à la Compagnie d’Exportation et d’Échanges commerciaux, 23 boulevard Haussmann dans le 9e arrondissement de Paris, i.e., la  Compagnie fondée par son père.
Il s'implique immédiatement dans l'organisation des Éclaireurs israélites de France (EIF). Il devient le chef spirituel du mouvement. Il enseigne l'hébreu et fonde la Chorale.
En 1935, les parents de Léo Cohn émigrent en Palestine mandataire, avec son jeune frère Shlomo Cohn (plus tard connu comme Shlomo Cohen Abarbanel.
En janvier 1936, Léo Cohn devient professeur d’hébreu et de chant à l’école Maïmonide (Boulogne-Billancourt).
Le 11 février 1936, Léo Cohn épouse Rachel Schloss à Paris.
Le 15 juin 1937, Léo Cohn postule pour un poste de professeur de Français, chant et hébreu à l’Alliance Israélite Universelle. La demande reste sans suite. Il  espère rejoindre sa famille en Palestine mandataire.

### Strasbourg
En janvier 1938, Frédéric-Shimon Hammel, président du Comité de Coordination de la Jeunesse au sein des EIF, vient à Strasbourg  pour appuyer la candidature de Léo Cohn en tant qu’éducateur des jeunes. Le Consistoire s'oppose à cette nomination, car le poste « ne peut être confié à un étranger […] mais à un éducateur parfaitement en règle avec les lois du pays ». De fait, Léo Cohn est engagé. En mai 1938, Léo Cohn et Rachel Cohn s'installent à Strasbourg. Rachel renouvèle sa carte d’identité pour étranger le 23 mai 1938. Elle la reçoit le 24 juin 1938.
Le 20 septembre 1938, Léo Cohn écrit au préfet du Bas-Rhin, déclarant qu’il est prêt à s’engager dans l’armée française si une mobilisation générale a lieu.
Noémi Cohn naît à la clinique Adassa le 27 octobre 1938. Les époux Cohn habitent 2 place de Zürich. 
En novembre 1938, Léo Cohn fait une première  demande de naturalisation à Strasbourg.

### Seconde Guerre mondiale
Le 2 septembre 1939, le gouvernement français fait évacuer de la ville de Strasbourg vers Périgueux (Dordogne), Brantôme (Dordogne), Hautefort (Dordogne).
N’ayant pas l’autorisation de se rendre à Périgueux, Léo Cohn, Rachel Cohn et leur fille Noémi Cohn s’installent à Gérardmer (Vosges) où se trouve un centre de jeunes E.I.F..

#### Légion étrangère
Pour éviter l’internement et quitter la région,  Léo Cohn rejoint la Légion étrangère. Il est incorporé le 26 décembre 1939, pour la durée de la guerre (recrutement à l’intendance militaire d’Épinal). Il intègre le premier régiment Étranger d’Infanterie. Il  est envoyé en Algérie à Sidi Bel-Abbès où il arrive le 31 janvier 1940.

#### Moissac
En août 1940, Rachel Cohn quitte Saint-Céré (Lot) pour Moissac (Tarn-et-Garonne) , où elle accouche de Ariel Cohn le 7 août 1940.
Après l'Armistice du 22 juin 1940, Léo Cohn n'est pas démobilisé. Il rentre de la Légion en décembre 1940. Il rejoint sa famille à Moissac puis le 22 janvier 1941, Léo Cohn et Rachel Cohn s’installent dans une ferme à Lautrec (Tarn), à une quinzaine de kilomètres de Castres(Tarn).
Le 15 avril 1941, Léo Cohn reçoit une carte d’identité pour étranger délivrée à Lautrec et valable jusqu’au 9 mars 1942.
Du 15 janvier 1942 au 23 janvier 1942, la chorale du chantier rural de Lautrec dirigée par Léo Cohn part en tournée, le 18 janvier 1942 donnant un récital à la Grande synagogue de Marseille.
En 1942, Léo Cohn visite les différents centres des E.I., surtout durant l’été.
Le 25 août 1942,  Robert Gamzon  apprend à Vichy qu’une rafle va avoir lieu en zone Sud. Le 26 août 1942, il réunit les chefs des E.I. à Moissac. Ils établissent les bases du futur mouvement clandestin : la Sixième.
En 1943, le danger grandissant, l’équipe nationale des E.I. disperse ses centres : maisons d’enfants et centres ruraux. Léo Cohn, Rachel Cohn et leurs enfants, Noémi Cohn et Ariel Cohn, s’installent dans une petite maison dans la commune de Labessonnié, au lieu dit La Caroussinière, à 4 Km du village de Lautrec. Ils prennent le nom de Colin.
Le 18 septembre 1943, un avis de recherche est lancé par la préfecture de police du Tarn, Léo Cohn ayant quitté sans autorisation la commune où il est assigné à résidence, pour « être dirigé sous bonne escorte au camp de Noé par Muret » (Haute-Garonne).
Le 2 mars 1944 Aviva Cohn naît à Castres, rue de la Tolosane, sous le nom d’Yvette Colin.
Le 7 mai 1944, Léo Cohn conduit Rachel Cohn et ses trois enfants à la frontière suisse près d’Annemasse. Le passage de la frontière est retardé d’une journée car Léo Cohn et Ariel Cohn ont prié le matin, ce qui a pris du temps et la famille a raté le train pour Annemasse. De fait, Cette prière leur sauve leur vie car le train a été contrôlé et tous les Juifs arrêtés. Marianne Cohn leur fait traverser la frontière.

#### Arrestation et déportation
Léo Cohn reste en France. Le 17 mai 1944, il est arrêté, à la Gare de Saint-Cyprien (et non pas à la Gare de Toulouse-Saint-Cyprien-Arènes qui avait été bombardée) avec Jacques Roitman (dit Jacques Morel,
), Hermann-Hubert Pachtmann et trois  autres résistants. Léo devait amener en Espagne des jeunes, il est arrêté au moment où il s’apprête à monter dans le train. Il avale la feuille sur laquelle sont inscrits les noms des jeunes,. Hermann Pachtmann (27 ans) est né le 9 mai 1917 à Leipzig (Saxe), (Allemagne). Il est déporté par le Convoi No. 76, en date du 30 juin 1944, de Drancy vers Auschwitz. Jacques Roitman (1922-1988) est déporté à Buchenwald et survit à la Shoah. Il est le frère du rabbin Paul Roitman et de Léon Roitman (1925-1993),,,, l’un des héros de la Résistance juive. 
Abraham Block est témoin de l'arrestation. Il conduit les jeunes en Espagne, puis en octobre 1944 en Palestine mandataire.
Léo Cohn est interné à Compiègneen tant que résistant. Il est transféré à Drancy le 6 juillet 1944 Il est enregistré avec le numéro 24895.
Il parvient à envoyer clandestinement des lettres de Drancy. Il travaille d'abord dans la serrurerie du camp puis cesse pour s'occuper des enfants.
Du 21 juillet 1944 au 25 juillet 1944, les allemands organisent des rafles dans les  maisons de l’UGIF en région parisienne, arrêtant 250 enfants et 33 membres du personnel.Ils sont déportés de Drancy, par le Convoi No. 77, en date du 31 juillet 1944 vers Auschwitz. Léo Cohn fait partie de ce Convoi et apporte son soutien moral et des encouragements par le chant. 
Le dimanche 30 juillet 1944 correspond dans le calendrier juif au 10 Av mais est considéré comme le 9 Av reporté Tisha Beav (5704) (à part Yom Kippour le jeûne n'est pas autorisé le Chabbat). Il commémore la chute du premier Temple de Jérusalem et  destruction du second Temple de Jérusalem. Il jeûne jusqu'à 16 heures, car il sait que cette nuit il part. La veille, au soir, il lit le Livre des Lamentations avec deux garçons et quatre filles.
D'Auschwitz, il sera déporté au camp d’Echterdingen, dans le  Land du Bade-Wurtemberg, en Allemagne. Il meurt d’épuisement le 28 décembre 1944, à l'âge de 31 ans,.

## Hommage
- Groupe Léo-Cohn des Éclaireuses et éclaireurs israélites de France[28]
- Oratoire Léo Cohn, Grande synagogue de la Paix à Strasbourg

## Pour approfondir